# مارتین لوری
توماس مارتین لوری (انگلیسی: Thomas Martin Lowry؛ زاده ۲۶ اکتبر ۱۸۷۴ درگذشته ۲ نوامبر ۱۹۳۶) یک دانشمند در زمینه شیمی‌فیزیک اهل بریتانیا بود.